# 福建 (空母)
「福建」（ふっけん、中: 福建号; 拼音: Fújiàn hào）は、中国人民解放軍の航空母艦（空母）。型式名は003型、艦番号は18。2022年6月17日に進水し、2024年5月1日～8日に初の試験航海を実施した。
中華人民共和国の国産空母としては「山東」に次いで2隻目、保有空母としては「遼寧」（旧「ヴァリャーグ」）を含め3隻目であるが、いずれも発艦にスキージャンプ甲板を使用したSTOBAR（短距離離陸拘束着陸）方式を採用したこれら2隻と異なり、電磁カタパルトを使用するCATOBAR方式を採用した初の空母となる。

## 設計

### 船体
本艦では、建造コストを抑えるためにトン数の削減が図られたと見られているが、結局、艦体は「山東」よりも若干大きく、アメリカ海軍の初代「ジョン・F・ケネディ」とほぼ同じ大きさとなった。長さに対して幅が広いが、これは造波抵抗の増大による速力・航続距離の低下を忍んで、耐波性と減揺性に優れ、発着艦作業に有利であることを重視したものと言われている。
艦橋構造物（アイランド）はステルス性を向上させるとともに小型化した独自設計のものとなった。中国海軍初の空母である「遼寧」は、もともと高緯度の低温海域での行動を前提とするソ連海軍向けに設計されていたため、艦上機全機を艦内に格納することを前提とした結果、アイランドにも多くの区画が配置されて65メートル長と大型化していた。これに対し、中・低緯度での行動を想定する中国海軍では、艦上機を露天係止で運用することも可能となり、その分だけ格納庫を縮小して艦体内のスペースを他の用途に使えるようになったことから、「山東」のアイランドは「遼寧」よりも約10パーセント小型化されていた。本艦ではその思想を更に推し進め、約42メートル長と、「山東」の6割にまで短縮した。また第4層の航海艦橋と第5層の航空管制兼司令艦橋は、前方と左右に大きく突き出ており、視界が確保されている。

### 機関
本艦は通常動力型であり、「山東」と同じく8基のボイラーと4基の蒸気タービンを使用していると言われている。ただし出力は、「山東」では20万軸馬力とされていたのに対して、本艦では22万軸馬力以上と言われている。
また「遼寧」および「山東」が古典的なギアード・タービン方式であったのに対し、本艦では統合電気推進（IPS）方式を採用している。これは、下記の通り航空機の発艦装置として電磁式カタパルトを採用したことに伴い、そのための電力を無駄なく確保しようという意図があったものといわれている。ただし十分な電力を確保するには原子力空母であることが望ましく、電磁石、大形コンデンサーといった課題を解決できたのか疑問であるという指摘がある。

## 能力

### 航空運用機能

#### 発着艦設備
本艦の大きな特徴が、航空機の発着艦方法としてCATOBAR方式を採用した点にある。
中国海軍初の空母である「遼寧」ではSTOBAR方式を採用しており、「山東」でも同方式を踏襲したものの、スキージャンプによる発艦では最大発艦重量やソーティ数に制約を受けるという問題があり、できるだけ早期にカタパルトを採用するであろうとは、早くから推測されてきた。2016年にはJ-15艦上戦闘機のノーズ・ギアにカタパルトでの運用に対応するためのローンチ・バーが設けられているのが確認されており、遅くともこの時期までには、空母にカタパルトを装備する計画が具体化していたものと見られている。
当初は蒸気カタパルトを使用するものと見られていたが、2017年7月の段階で、自主開発した電磁式カタパルトと蒸気カタパルトとの比較試験を開始していることが報じられた。電磁式カタパルトは蒸気カタパルトとほぼ同時に開発されていたが、より先進的であり、効率性・安全性においても優れていた。海軍が検討する必要があるのは、電磁式カタパルトの搭載によって引き起こされる船体・キャビン構造、および他のサブシステムの変化に適応する計画を変更する必要があるかどうかだけだといわれた。
本艦のカタパルトは、主甲板に2基、アングルド・デッキに1基の計3基を設置する。アメリカ海軍の超大型空母ではアングルド・デッキに更に1基設置して計4基体制としているが、中国語圏の報道では、このうち1基は故障や応急に備えた予備的な位置づけであり、通常のオペレーションは3基で行われているとされている。本艦も4基目を搭載する可能性も指摘されていたが、このためには艦の設計とレイアウトの大規模な変更が伴い、作業量は船体の再設計に匹敵するという。またカタパルト3基でも、航空機の運用効率向上という点では十分な成果を得られたとされており、例えばJ-15艦上戦闘機16機を発進させるために中国海軍の従来空母では約20分かかるのに対し、本艦では5分以内に完了するとされている。
着艦装置は「山東」と同様で、後方に滑り止め塗装を塗装したアングルド・デッキに設定された着艦レーンにアレスティング・ギアを設置する。同艦と同様、当初はアレスティング・ワイヤー3本の構成と言われていたものが、のちには4本の構成であると修正された。

#### 格納・補給
格納庫と飛行甲板を連絡するエレベーターは、右舷側の艦橋前後に各1基搭載すると予想されているが、「遼寧」「山東」では16メートル幅だったのに対して本艦では20メートル幅に拡張されているといわれる。
搭載機数は公表されておらず推測に頼らざるを得ないが、固定翼機ベースで常用50機、最大80機程度と見積もられている。艦上戦闘機としては、「遼寧」「山東」で搭載されていたJ-15をもとに、カタパルトでの運用に対応させるとともにアビオニクスの更新・強化などを図ったJ-15Bが開発されている。また第5世代ジェット戦闘機として、J-31（FC-31）を元に瀋陽飛機工業集団が開発中のJ-35も搭載されるといわれている。
早期警戒機として、前2級は能力が限定されるZ-18Jヘリコプターを搭載したが、電磁式カタパルトを搭載した本艦は、Y-7をベースにしたKJ-600を搭載する予定である。艦載ヘリコプターとしては、現用中のZ-18のほか、開発中のZ-20を搭載する可能性も指摘されている。早期警戒機が空母から運用できるようになると、台湾有事などで来援するアメリカ軍に対する接近阻止・領域拒否（A2AD）能力が向上するとみられる。

### 個艦防御機能
多機能レーダーの装備要領は「山東」と同様だが、機種は南昌級駆逐艦（055型）と同じ346B型に更新された。
対空兵器としては、「遼寧」「山東」と同じく1130型CIWS 3基とHHQ-10近接防空ミサイルの18連装発射機4基を搭載する。また本艦では、これに加えて新開発の短・中距離艦対空ミサイル用VLSを左舷スポンソンに設置するとの説もある。一方、従来の空母で搭載されてきた対潜ロケット発射機は省かれている。

## 艦歴
2018年11月、新華社通信は中国海軍3隻目の空母が建造されていることを報じた。2019年4月の時点では、上海市の江南造船内に新しく準備された施設で建造されており、建造された船体のブロックなどがドック付近の道路などに置かれていたことが確認されている。SARSコロナウイルス2の感染拡大の影響で2019年末から2020年前半にかけて建造が停止したといわれるが、2020年5月から6月にかけて同艦は新しい乾ドックに移されて、以後、建造は加速した。同年9月には、船体部分が9つのブロックにまで組み立てられて、乾ドックに並べられているのが確認されている。
進水は2022年4月下旬頃になるものと観測されていたが、SARSコロナウイルス2の感染再拡大によって上海市でロックダウンが行われたために遅延した。結局、進水は6月17日午前となり、「福建」と命名された。福建省は習近平軍事委員会主席が長期間勤務した地である。また、福建省が台湾海峡を挟み、台湾（中華民国）と接していることから西側のメディアにおいて台湾侵攻に関連して報じられた。しかし、海軍の報道官は、中国の空母は海軍の命名規則に従い、省にちなんだ名前が付けられているだけと説明した。これまでの中国の空母、「遼寧」と「山東」も中国の省にちなんで命名されている。
2023年11月26日、中国のSNS「微博」にて、上空を飛行していた旅客機から、「福建」のカタパルトに当たる位置から何かが発射される様子がとらえられた動画が公開された。

## 比較表
|              |              | 003型（福建）           | 002型（山東）                  | 001型（遼寧）                     |
| ------------ | ------------ | ----------------------- | ------------------------------ | --------------------------------- |
| 船体         | 満載排水量   | 80,000 t                | 67,000 t                       | 59,439 t                          |
| 船体         | 全長         | 316 m                   | 315.5 m                        | 304.5 m                           |
| 船体         | 幅 / 最大幅  | 40 m / 76 m             | 38 m / 75.5 m                  | 37 m / 70 m                       |
| 機関         | 方式         | IFEP                    | ギアード・タービン             | ギアード・タービン                |
| 機関         | 主機         | ボイラー＋蒸気タービン  | ボイラー＋蒸気タービン         | ボイラー＋蒸気タービン            |
| 機関         | 出力         | 220,000 hp              | 200,000 hp                     | 200,000 hp                        |
| 機関         | 速力         | 30 kt                   | 30 kt                          | 30 kt                             |
| 兵装         | 砲熕         | 1130型CIWS×3基          | 1130型CIWS×3基                 | 1130型CIWS×3基                    |
| 兵装         | 砲熕         | ―                       | RBU-6000対潜ロケット発射機×2基 | RBU-6000対潜ロケット発射機×2基    |
| 兵装         | ミサイル     | HHQ-10 18連装発射機×4基 | HHQ-10 18連装発射機×4基        | HHQ-10 18連装発射機×4基           |
| 航空運用機能 | 発着方式     | CATOBAR                 | STOBAR                         | STOBAR                            |
| 航空運用機能 | 発艦装置     | 電磁式カタパルト        | スキージャンプ                 | スキージャンプ                    |
| 航空運用機能 | JBD          | 3基                     | 3基                            | 3基                               |
| 航空運用機能 | 着艦帯       | アングルド・デッキ配置  | アングルド・デッキ配置         | アングルド・デッキ配置            |
| 航空運用機能 | 制動索       | 4索                     | 4索                            | 4索                               |
| 航空運用機能 | エレベーター | 2基                     | 2基                            | 2基                               |
| 航空運用機能 | 搭載機数     | CTOL機40機など          | CTOL機36機など                 | CTOL機24機以上＋ ヘリコプター10機 |
| 同型艦数     | 同型艦数     | 2隻予定                 | 1隻                            | 1隻                               |

|              |                 | フォード級                            | 福建                             | 山東                    | アドミラル・クズネツォフ | クイーン・エリザベス級     |
| ------------ | --------------- | ------------------------------------- | -------------------------------- | ----------------------- | ------------------------ | -------------------------- |
| 船体         | 満載排水量      | 101,600 t                             | 80,000 t                         | 67,000 t                | 59,100 t                 | 67,699 t                   |
| 船体         | 全長            | 337 m                                 | 316 m                            | 315 m                   | 305 m                    | 284 m                      |
| 船体         | 船体幅 / 最大幅 | 41 m / 78 m                           | 40 m / 76 m                      | 38 m / 75.5 m           | 38 m / 72 m              | 39 m / 73 m                |
| 機関         | 方式            | ギアード・タービン                    | IFEP                             | ギアード・タービン      | ギアード・タービン       | IFEP                       |
| 機関         | 主機            | 原子炉＋蒸気タービン                  | ボイラー＋蒸気タービン           | ボイラー＋蒸気タービン  | ボイラー＋蒸気タービン   | ガスタービン発電機＋電動機 |
| 機関         | 出力            | 不明                                  | 220,000 hp                       | 200,000 hp              | 200,000 hp               | 108,000 hp                 |
| 機関         | 速力            | 30 kt以上                             | 30 kt以上                        | 30 kt以上               | 29 kt                    | 26 kt                      |
| 兵装         | 砲熕            | ファランクスCIWS×3基                  | 1130型CIWS×3基                   | 1130型CIWS×3基          | AK-630 CIWS×6基          | ファランクスCIWS×3基       |
| 兵装         | 砲熕            | ファランクスCIWS×3基                  | 1130型CIWS×3基                   | 1130型CIWS×3基          | コールチクCIWS×8基       | 30mm単装機銃×4基           |
| 兵装         | 砲熕            | ファランクスCIWS×3基                  | ―                                | RBU-6000 発射機×2基     | RBU-12000 発射機×2基     | 12.7mm重機関銃×6基         |
| 兵装         | ミサイル        | ESSM 8連装発射機×2基                  | HHQ-10 18連装発射機×4基          | HHQ-10 18連装発射機×4基 | キンジャール VLS×192セル | ―                          |
| 兵装         | ミサイル        | RAM 21連装発射機×2基                  | HHQ-10 18連装発射機×4基          | HHQ-10 18連装発射機×4基 | P-700 VLS×12セル         | ―                          |
| 航空運用機能 | 発着方式        | CATOBAR                               | CATOBAR                          | STOBAR                  | STOBAR                   | STOVL                      |
| 航空運用機能 | 発艦装置        | 電磁式カタパルト×4基                  | 電磁式カタパルト×3基             | スキージャンプ          | スキージャンプ           | スキージャンプ             |
| 航空運用機能 | JBD             | 4基                                   | 3基                              | 3基                     | 3基                      | ―                          |
| 航空運用機能 | 着艦帯          | アングルド・デッキ配置                | アングルド・デッキ配置           | アングルド・デッキ配置  | アングルド・デッキ配置   | アキシャル・デッキ配置     |
| 航空運用機能 | 制動索          | 3索                                   | 4索                              | 4索                     | 4索                      | ―                          |
| 航空運用機能 | エレベーター    | 3基                                   | 2基                              | 2基                     | 2基                      | 2基                        |
| 航空運用機能 | 搭載機数        | 常時70機前後                          | 常用50機 / 最大80機              | 50機                    | 50機前後                 | 常時40機 / 最大48機        |
| 同型艦数     | 同型艦数        | 1隻/10隻予定 （1隻艤装中、1隻建造中） | 2隻予定 （1隻艤装中、1隻計画中） | 1隻                     | 1隻 (準同型1隻)          | 2隻                        |